# (154991) Винчигуэрра
(154991) Винчигуэрра (итал. Vinciguerra) — околоземный астероид из группы Амура (II), который был открыт 17 января 2005 года итальянским астрономом Андреа Боаттини и немецким астрономом Гансом Шоллем в обсерватории Ла-Силья и назван в честь Лучи Винчигуэрры, близкого друга Андреа Боаттини.

Орбита астероида Винчигуэрра и его положение в Солнечной системе